# Factum est

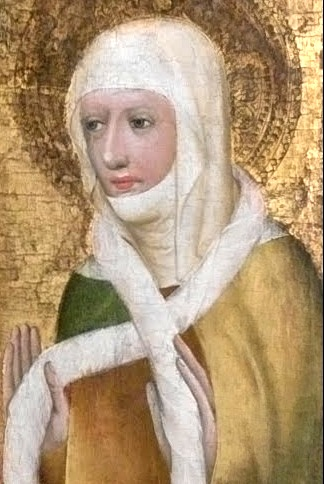
Vyobrazení svaté Ludmily na Votivním obraze Jana Očka z Vlašimi ze 14. století

Factum est je název pro latinsky psanou legendu či spíše homilii o svaté Ludmile.
Dříve byl tento text pokládán za součást cyrilometodějské legendy s názvem Diffundente sole. Literární historik Václav Chaloupecký vznesl hypotézu, že byl autorem člen pražského duchovenstva stojící v opozici vůči kronikáři Kosmovi a za cíl si autor stanovil obnovit úctu ke svaté Ludmile. Kamil Krofta se domníval, že tento spis vznikl někdy ke konci 11. století. Jaroslav Ludvíkovský však datum jeho vzniku kladl až do 13. století. Jana Nechutová zastává názor, že spis spíše spadá do homiletiky a jedná se o panegyrik nežli legendu. Rovněž byl užit při výročním dnu umučení kněžny Ludmily, když byl prosloven nad jejím hrobem v bazilice sv. Jiří na Pražském hradě.
Ve druhé polovině 14. století byla skladba zpracována i česky a pojata (ve spojení s překladem Diffundente sole) do staročeského Pasionálu.